# 조문국
조문국 또는 소문국(召文國)은 삼국시대에 오늘날 경상북도 의성군 금성면에 존재했던 진한계 부족국가다. 185년 신라에 병합되어 문소군(聞韶郡)이 되었고, 고려대에 이르러 현재의 이름인 의성이 되었다.
문헌 사료가 아주 적은 탓에 이 나라의 실상은 거의 알 수 없지만, 고고학 발굴 자료는 풍성한 편이다.

## 역사
「삼국사기(三國史記)」 권이(卷二) 신라본기(新羅本紀) 제이(第二)  벌휴이사금(伐休尼師今)조에 「二年 春正月 親祀始祖廟 大赦 二月 拜波珍飡 仇道 一吉飡 仇須兮 爲左右軍主 伐召文國 軍主之名始於此」라는 기록이 있다.
이는 ‘벌휴이사금 2년, 1월에 왕이 친히 시조사당에 제사 지내고 죄수를 크게 사면했으며 2월에 파진찬 구도와 일길찬 구수혜로서 좌우군주로 삼아 조문국을 정벌했는데 군주라는 이름이 이때 처음 시작되었다.’는 뜻이다.
벌휴이사금은 신라 9대왕으로 동왕 2년은 서기 185년에 해당되므로 조문국이 신라에 복속된 것은 지금으로부터 1830여년 전의 일이다. 의성군 금성면이 조문국 도읍지로 지금까지 규모가 매우 큰 100여기 등 모두 374여기(2015.4 의성 금성산고분군 일원 문화재 지표조사 보고서)의 고분군(古墳群)이 남아 있는 점으로 미루어 보아 최소한 몇 세기에 걸친 족적(足蹟)이라 짐작되므로 삼한의 초기부터 존재하던 부족국가라 추정할 수 있다.
그리고 1960년 11월 국립박물관(김재원 박사팀)에서 거대한 조문국 고분1기를 발굴 (금동관 등 다수유물 발견) 조사하여 당시 상황연구에 큰 업적을 남겼다.

## 조문국 경덕왕릉
의성읍에서 남쪽으로 28번 국도를 따라 약 8.5km지점 금성면(金城面) 대리동(大里洞) 산 384번지에 위치하고 있는 옛 조문국(召文國) 경덕왕릉(景德王陵)은 그 형식이 전통적인 고분(古墳)으로서 봉 아래 화강석 비석(碑石)과 상석(床石)이 있다.
능(陵)의 둘레가 74m이며 능의 전면(前面)에는 가로42cm, 세로 22cm, 높이 1.6m의 비석이 서있다.
그런데 이 왕릉이 발견되기에는 신기한 전설이 있으니 조선 숙종(朝鮮 肅宗)때 허미수 문집에 실려 있다.
먼 옛날에 한 농부가 외밭(瓜田)을 마련하기 위하여 작은 언덕을 갈던 도중 사람이 드나들 수 있는 큼직한 구멍이 나타났다. 이상하게 생각되어 들어가 보니 돌로 쌓은 석실(石室)이 나타났다. 석실의 둘레에는 금칠을 하였고 가운데는 금소상(金塑像)이 있는데 그 머리에 쓴 금관(金冠)이 찬란하게 빛나고 있었다. 농부는 욕심이 나서 금관을 벗기려 하였더니 그만 농부의 손이 금관에 붙어서 떨어지지 않았다.
이 날 밤에 의성군수(義城郡守)의 꿈에 한 노인이 나타나서 이르기를 “나는 경덕왕(景德王)이다. 아무 곳 아무 데 와서 살펴보고 이 무덤을 개수 봉안토록 하여라” 고 현몽하였으므로 이튿날 곧 이곳을 발견하여 봉을 쌓고 관리하여 오늘에 이른 것이라고 한다. 또한 이 지방 사람들의 이야기는 이렇게도 전해 온다.
현재의 능지(陵地)는 약 500년 전에 오극겸(吳克謙)의 외밭(瓜田)이었는데, 외를 지키던 어느 날 밤 꿈에 금관(金冠)을 쓰고 조복(朝服)을 한 백발의 노인이 나타나서 “내가 신라시대(新羅時代) 조문국(召文國)의 경덕왕(景德王)인데 너의 원두막이 나의 능(陵) 위이니 속히 철거를 하라” 고 이르고는 외직이의 등에다 한 줄의 글을 남기고 사라졌다. 이에 놀란 외밭 주인은 일어나 보니 꿈속에 노인이 써준 글이 그대로 자기 등에 씌어 있어 현령(縣令)께 고(告)하고 지방의 유지들과 의논하여 봉분(封墳)을 만들고 매년 춘계 향사를 올렸으며 지금도 제례(祭禮) 행사는 계속되고 있다.
그 외 374여 기(2015.4 의성 금성산고분군 일원 문화재 지표조사 보고서)의 고분이 부근에 산재하고 있다.

## 같이 보기
- 진한
- 의성 금성면 고분군 - 사적 제555호